# Gabrielle-Suzanne de Villeneuve
Gabrielle-Suzanne Barbot, Dame de Villeneuve (* 28. November 1685 in Paris; † 29. Dezember 1755 in Paris) war eine französische Schriftstellerin. Bekannt ist sie vor allem als Verfasserin der frühesten Version des Märchens Die Schöne und das Tier (La Belle et la Bête).

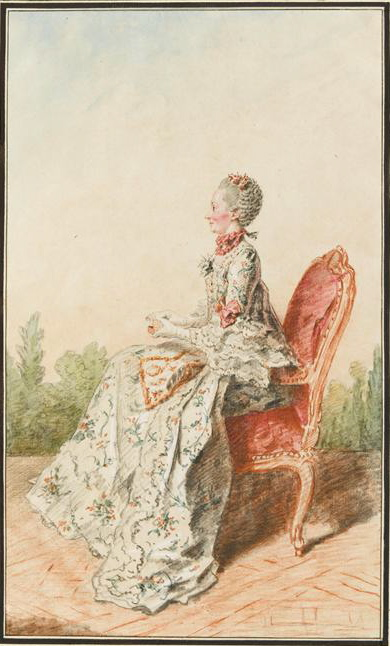
Gabrielle-Suzanne de Villeneuve von Louis Carrogis Carmontelle (1759)

## Leben und Werk
Über das frühe Leben von Gabrielle-Suzanne de Villeneuve ist wenig bekannt. Sie war die Tochter des aus La Rochelle stammenden niedrigen Adligen Jean Barbot, Seigneur de Romagné et des Mothais, und der Suzanne Allaire. Am 9. Februar 1706 vermählte sie sich in La Rochelle mit einem Oberstleutnant der Infanterie, Jean-Baptiste de Gaalon de Barzay, Seigneur de Villeneuve. Dieser erhielt durch seine Heirat von der Familie Barbot als Mitgift die Herrschaft Villeneuve, doch da er sie durch seine Spielsucht verschleuderte, erreichte seine Gattin im November 1706 eine Gütertrennung. Dennoch ging aus der Ehe die am 13. Februar 1708 geborene Tochter Marie Louise Suzanne hervor.
Nach dem am 14. Juni 1711 zu Pamplona erfolgten Tod ihres Gatten befand sich Gabrielle-Suzanne de Villeneuve in einer finanziell angespannten Lage. Mehr als ein Jahrzehnt später ließ sie sich in Paris nieder und begann mit einer schriftstellerischen Tätigkeit, um ihr kleines Einkommen aufzubessern. Ihre ersten literarischen Erzeugnisse verschafften ihr die Aufmerksamkeit von Prosper Jolyot de Crébillon, der mit ihr Freundschaft schloss und in dessen Haushalt sie als Gouvernante arbeitete. Ende 1755 starb sie in Paris.
Villeneuve schrieb Romane und Erzählungen. Ihr Roman Le Phénix conjugal (1733) und ihre als gelungenstes Werk betrachtete Schrift La Jardinière de Vincennes (1753) konzentrieren sich auf die Stellung der Frauen in der Gesellschaft und stellen Frauen der Unterschicht als einfühlsame, bewundernswerte Heldinnen dar. Ferner verfasste Villeneuve Werke, in denen Rahmenhandlungen den Anstoß für das Erzählen von Geschichten liefern. Diese Binnenerzählungen stellen Märchen dar, die sich um die gefährdete Liebe zwischen einem Prinzen und einer Prinzessin drehen. In Villeneuves Werk La Jeune Américaine et les Contes marins (1740–41) werden einem auf der Fahrt nach Santo Domingo zu ihrer Vermählung befindlichen Fräulein die drei Märchen La Belle et la Bête, Les Naïades und Le Temps et la Patience berichtet. Ähnlich sollen in Les Belles solitaires (1745) mehrere Erzählungen wie Papa-Joli zwei aufs Land übergesiedelte Mädchen unterhalten. Das Märchen La Belle et la Bête (dt. Die Schöne und das Tier) behielt bleibenden Ruhm. Es fand aber erst in der 1756 in Jeanne-Marie Leprince de Beaumonts Zeitschrift Magasin des enfants, ou dialogues entre une sage gouvernante et plusieurs de ses élèves erschienenen, gekürzten und bearbeiteten Fassung seine große Bekanntheit. Seitdem erfuhr es zahllose Bearbeitungen als Theaterstück und in Filmen.

## Werke
Viele Werke Villeneuves erschienen anonym (mit Mme de V*** signiert), was öfters eine sichere Zuschreibung erschwert:
- Le Phénix conjugal, nouvelle du temps, 1733
- La Jeune Américaine et les Contes marins, Den Haag 1740–41 (Neuausgabe unter dem Titel Le  Temps et la patience, 2 Bde., 1768)
- Gaston de Foix, quatrième du nom, nouvelle historique, galante et tragique, 2 Bde., 1741
- Les Contes de cette année, ou le Loup galeux et la Jeune vieille, 1744 (Neuausgabe unter dem Titel Contes de Mme de Villeneuve, 1765)
- Les Belles solitaires, 3 Bde., Amsterdam und Paris 1745
- Le Beau-Frère supposé, 4 Bde., 1752
- La Jardinière de Vincennes, ou Les Caprices de l’Amour et de la Fortune, Paris 1753
- Le Juge prévenu, 2 Bde., Paris 1754
- Anecdotes de la cour d’Alphonse XI, roi de Castille, 1755
- Mesdemoiselles de Marsanges, Paris 1757